# Francisco Oliva García
Francisco Oliva García (ur. 24 listopada 1946 w Maladze, zm. 5 października 2019) – hiszpański polityk, samorządowiec i prawnik, poseł do Kongresu Deputowanych, poseł do Parlamentu Europejskiego II i III kadencji, minister pracy Andaluzji w latach 1990–1994.

## Życiorys
Ukończył studia prawnicze. Praktykował jako adwokat, specjalizując się jako pełnomocnik państwa w sprawach dotyczących bezrobocia.
W 1975 zaangażował się w działalność polityczną w ramach Hiszpańskiej Socjalistycznej Partii Robotniczej i związku zawodowego Unión General de Trabajadores. Od 1977 był sekretarzem technicznym w urzędzie ds. wewnętrznych Andaluzji, a od 1979 pierwszym zastępcą burmistrza Malagi. W 1982 wybrano go radnym parlamentu Andaluzji z okręgu Malaga. Pracował również jako konsultant rządu hiszpańskiego w Peru.
W 1987 został po raz pierwszy wybrany do Parlamentu Europejskiego, w 1989 uzyskał reelekcję (w 1986 był obserwatorem). W tym gremium przystąpił do Partii Europejskich Socjalistów, został m.in. członkiem Komisji ds. Polityki Regionalnej i Planowania Regionalnego oraz wiceprzewodniczącym Delegacji ds. stosunków z państwami Ameryki Środkowej i Meksyku (1987–1989). W lipcu 1990 odszedł z Europarlamentu, by w kadencji 1990–1994 sprawować urząd ministra pracy w rządzie Andaluzji. Od 1994 do 1996 ponownie zasiadał w parlamencie Andaluzji. W 1999 bezskutecznie kandydował na burmistrza Malagi. Do czasu przejścia w 2012 na emeryturę kierował szkołą hotelarską.
Był żonaty z Angelines Blázquez de los Riscos, miał dwóch synów.